# Pterocomma bhutanense
Pterocomma bhutanense är en insektsart som beskrevs av Chakrabarti och D. Das 2008. Pterocomma bhutanense ingår i släktet Pterocomma och familjen långrörsbladlöss. Inga underarter finns listade i Catalogue of Life.